# État souverain de Magdalena
1857–1886
Entités précédentes :
- Province de Riohacha
Province de Santa Marta

Entités suivantes :
- Magdalena
La Guajira
Cesar

L'État souverain de Magdalena, créé sous le nom d'État fédéral de Magdalena, est une division administrative et territoriale de la Confédération grenadine puis des États-Unis de Colombie créée par le Congrès via la loi du 11 juin 1857. 

## Géographie

### Géographie physique
L'État est géographiquement l'équivalent des actuels départements de Magdalena, La Guajira et Cesar.

### Organisation territoriale
L'État de Magdalena est divisé en 5 départements, eux-mêmes divisés en districts. 
- Département du Banco (Aguachica)
- Département de Panilla (Riohacha)
- Département de Santa Marta (Santa Marta)
- Département de Tenerife (Chengue)
- Département de Valledupar (Valledupar)

La capitale de l'État est Santa Marta.

## Démographie
Au recensement de 1870, l'État de Magdalena compte 85 255 habitants dont 40 682 hommes et 44 573 femmes.